# Константинопольська угода (1832)

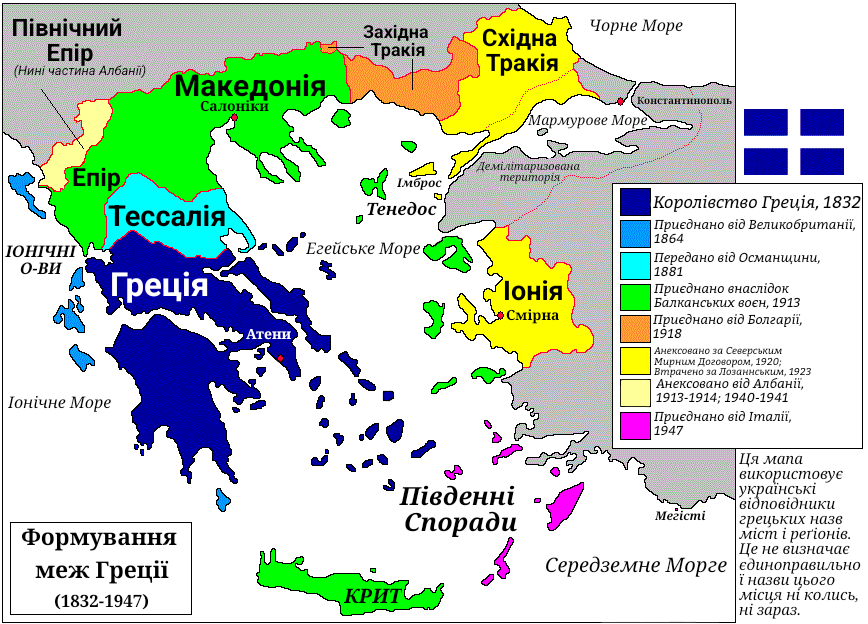
Мапа показує первісну територію Королівства Греція, отриману за Договором (темно-синій колір)

Греція на руїнах Міссолунгі, Ежен Делакруа

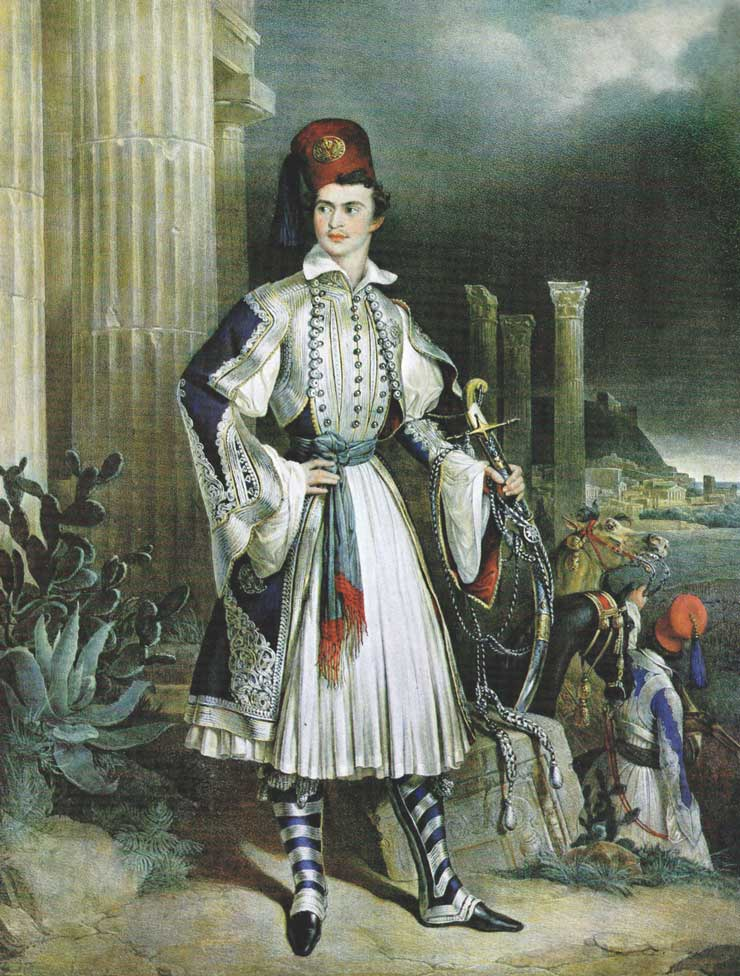
Король Оттон I у грецькому національному одязі

Константино́польський договір 1832 — наслідок Константинопольської конференції, відкритої в лютому 1832, за участю Великих держав: Великої Британії, Франції та Росії, з одного боку, і Османської імперії — з іншого. Основою була відмова Леопольда I, короля Бельгії, зайняти грецький трон. Він, в числі іншого, був дуже незадоволений прикордонною лінією Аспропотамос-Зітуні, що замінила зручнішу Арта-Волос, на яку розраховували Великі держави.
Зняття кандидатури Леопольда як кандидата на грецький престол та Липнева революція у Франції відклали кінцеве врегулювання кордонів нового королівства до формування нового уряду у Великої Британії. Лорд Пальмерстон, що зайняв пост міністра закордонних справ Великої Британії, погодився на лінію Арта-Волос. Тим не менш, секретна нота щодо Криту, яку доніс повноважний представник Баварії до дворів Великої Британії, Франції та Росії, не принесла результатів.
За протоколом, підписаним 7 травня 1832 між Баварією та Великими державами, і що вказував, як має бути організоване регентство до повноліття Оттона I (також вміщав пункт про другу грецьку позику в розмірі 2 400 000 фунтів стерлінгів), Греція була визнана як незалежне королівство з північним кордоном по лінії Арта-Волос. Османській імперії відшкодували 40 млн піастрів за втрату території. Кордони Грецького королівства були знову підтверджені в Лондонському протоколі від 30 серпня 1832, підписаному Великими державами, який підтвердив умови Константинопольського договору та зазначив завершення Грецької війни за незалежність, яка створила сучасну Грецію, незалежну від Османської імперії.